# Mahetlwe
Mahetlwe – wieś w Botswanie w dystrykcie Kweneng. Według spisu ludności z 2011 roku wieś liczyła 610 mieszkańców.